# Зимние сказки
Зимние сказки (латыш. Ziemas pasakas) — сборник сказок на латышском языке Карлиса Скалбе, изданный в 1913 году. Сборник был переведен на английский язык профессором английского языка Вильямом Матеусом. Включён в Культурный канон Латвии.

## История создания
Скалбе включил в этот сборник 9 сказок, написанных в тюрьме, где отбывал срок за статьи, опубликованные под его руководством в журнале «Кави» (Сполохи) в 1906 году. В письмах жене из тюрьмы Скалбе пишет: «Что написать тебе? Ничего здесь не происходит. Дни приходят и уходят, совсем без цвета. Жизнь держится на мелочах, которые здесь становится происшествиями. Так, сегодня шёл снег. Для меня это стало большим событием, заполнившим почти весь день».

## Содержание
- «Кошкина мельница» («Kaķīša dzirnavas»)
- «Морская русалка» («Jūras vārava»)
- «Вечный студент и его сказка» («Mūžīgais students un viņa pasaka»)
- «Золушка» («Pelnrušķīte»)
- «Сказка о гроше» («Pasaka par vērdiņu»)
- «Великан» («Milzis»)
- «Дочка палача» («Bendes meitiņa»)
- «Три драгоценности королевича» («Ķēniņa dēla trīs dārgumi»)
- «Лесной голубь» («Meža balodītis»)

### «Кошкина мельница»
Одна из самых известных и любимых сказок сборника, известная также на русском языке (в переводе Ю. Каппе). Экранизирована режиссёром Вилисом Сеглиньшем (1932), а позднее Розалией Стиеброй (1994).

## Критика
Сборник получил высокие отзывы. Андрей Упит писал: «Скалбе полностью вжился в психологию латышских сказок и в целом освоил манеру сказания народных сказок. Но по глубине содержания и красочности изложения его сказки гораздо выше народной поэзии. Всё больше и определённее Скалбе формируется как поэт выносливости и терпения». В свою очередь, литератор Раймондс Бриедис отметил: «Поэтический мир сказок Скалбе раскрывается неторопливому и внимательному читателю, который предаётся авторскому созерцанию мира и языку, его ритму и течению. Редко кто из латышских писателей может так прочувствовать вкус и возможности латышского языка. Детям сказки Карла Скалбе порой кажутся слишком скучными, но эти сказки написаны не для детей. Они пытаются помочь взрослым сохранить детское восприятие мира и способность сопереживать».